# Jan Pestr
Jan Pestr (5. února 1908 – ???) byl český a československý politik Komunistické strany Československa a poúnorový poslanec Národního shromáždění ČSR.

## Biografie
Už v roce 1938 působil jako komunistický funkcionář na Tišnovsku. Podílel se na přechodu KSČ do ilegality. V roce 1948 se uvádí jako truhlář, tajemník Krajské odborové rady a člen Moravskoslezského zemského národního výboru, bytem Tišnov.
Po volbách roku 1948 byl zvolen do Národního shromáždění za KSČ ve volebním kraji Brno. Mandát nabyl až dodatečně v červnu 1952 jako náhradník poté, co rezignoval poslanec Bohumil Doubek. V parlamentu zasedal do konce funkčního období, tedy do voleb v roce 1954.